# Winger (Minnesota)
Winger és una població dels Estats Units a l'estat de Minnesota. Segons el cens del 2000 tenia 205 habitants.

## Demografia
Segons el cens del 2000, Winger tenia 205 habitants, 94 habitatges, i 53 famílies. La densitat de població era de 226,1 habitants per km².
Dels 94 habitatges en un 30,9% hi vivien nens de menys de 18 anys, en un 41,5% hi vivien parelles casades, en un 12,8% dones solteres, i en un 43,6% no eren unitats familiars. En el 41,5% dels habitatges hi vivien persones soles el 20,2% de les quals corresponia a persones de 65 anys o més que vivien soles. El nombre mitjà de persones vivint en cada habitatge era de 2,18 i el nombre mitjà de persones que vivien en cada família era de 3.
Per edats la població es repartia de la següent manera: un 27,3% tenia menys de 18 anys, un 8,8% entre 18 i 24, un 23,9% entre 25 i 44, un 20% de 45 a 60 i un 20% 65 anys o més.
L'edat mediana era de 34 anys. Per cada 100 dones de 18 o més anys hi havia 91 homes.
La renda mediana per habitatge era de 21.146 $ i la renda mediana per família de 30.000 $. Els homes tenien una renda mediana de 21.750 $ mentre que les dones 20.156 $. La renda per capita de la població era d'11.707 $. Entorn del 13,5% de les famílies i el 14,5% de la població estaven per davall del llindar de pobresa.

## Poblacions més properes
El següent diagrama mostra les poblacions més properes.